# Europaspiele 2023/Teilnehmer (Andorra)
| Gelbes Symbol für Goldmedaillen mit stilisierten Olympischen Ringen | Graues Symbol für Silbermedaillen mit stilisierten Olympischen Ringen | Braundes Symbol für Bronzemedaillen mit stilisierten Olympischen Ringen |
| ------------------------------------------------------------------- | --------------------------------------------------------------------- | ----------------------------------------------------------------------- |
| —                                                                   | —                                                                     | —                                                                       |

Andorra nahm mit 27 Athleten (12 Männer, 15 Frauen) an den Europaspielen 2023 in Krakau teil.

## Teilnehmer nach Sportarten

### Kanu

#### Kanuslalom
| Athleten       | Wettbewerb | Vorlauf 1 | Vorlauf 1 | Vorlauf 2            | Vorlauf 2            | Viertelfinale | Viertelfinale | Halbfinale    | Halbfinale    | Finale        | Finale        | Rang |
| Athleten       | Wettbewerb | Zeit      | Rang      | Zeit                 | Rang                 | Zeit          | Rang          | Zeit          | Rang          | Zeit          | Rang          | Rang |
| -------------- | ---------- | --------- | --------- | -------------------- | -------------------- | ------------- | ------------- | ------------- | ------------- | ------------- | ------------- | ---- |
| Frauen         |            |           |           |                      |                      |               |               |               |               |               |               |      |
| Mònica Dòria   | C1         | 107,41 s  | 11        | bereits qualifiziert | bereits qualifiziert | —             | —             | 110,23 s      | 2             | 158,03 s      | 10            | 10   |
| Mònica Dòria   | K1         | 98,79 s   | 13        | bereits qualifiziert | bereits qualifiziert | —             | —             | 104,94 s      | 11            | ausgeschieden | ausgeschieden | 11   |
| Mònica Dòria   | K1 Cross   | 69,73 s   | 16        | —                    | —                    | Fault (2)     | 3             |               |               |               |               | 12   |
| Laura Pellicer | C1         | 116,67 s  | 26        | 117,19 s             | 11                   | —             | —             | ausgeschieden | ausgeschieden | ausgeschieden | ausgeschieden | 31   |
| Laura Pellicer | K1         | 114,32    | 34        | 121,12 s             | 18                   | —             | —             | ausgeschieden | ausgeschieden | ausgeschieden | ausgeschieden | 38   |
| Laura Pellicer | K1 Cross   | 73,89 s   | 30        | —                    | —                    | ausgeschieden | ausgeschieden | ausgeschieden | ausgeschieden | ausgeschieden | ausgeschieden | 30   |

### Leichtathletik
| Team    | Wettbewerb  | Wettbewerb | Punkte | Punkte | Punkte | Punkte | Punkte | Punkte | Punkte     | Punkte    | Punkte    | Punkte      | Punkte           | Punkte      | Punkte    | Punkte     | Punkte     | Punkte         | Punkte     | Punkte     | Punkte     | Punkte | Rang |
| Team    | Wettbewerb  | Wettbewerb | 100 m  | 200 m  | 400 m  | 800 m  | 1500 m | 5000 m | 110 m Hü.* | 400 m Hü. | 4 × 100 m | 4 × 400 m** | 3000 m Hindernis | Kugelstoßen | Speerwurf | Hammerwurf | Diskuswurf | Stabhochsprung | Hochsprung | Dreisprung | Weitsprung | Gesamt | Rang |
| ------- | ----------- | ---------- | ------ | ------ | ------ | ------ | ------ | ------ | ---------- | --------- | --------- | ----------- | ---------------- | ----------- | --------- | ---------- | ---------- | -------------- | ---------- | ---------- | ---------- | ------ | ---- |
| Andorra | 3. Division | Männer     | 8      | 5      | 8      | 14     | 10     | 7      | 8          | 11        | 8         | 12          | 15               | 3           | 3         | 6          | 3          | 13             | 6          | 2          | 4          | 269    | 7    |
| Andorra | 3. Division | Frauen     | 7      | 2      | 7      | 7      | 8      | 8      | 11         | 11        | 10        | 12          | 9                | 4           | 7         | 5          | 4          | 9              | 7          | 3          | 4          | 269    | 7    |

* Die Frauen traten über 100 m Hürden, statt 110 m Hürden an.
** Die 4 × 400 m waren ein Mixed-Wettkampf.

#### Einzelresultate
| Wettbewerb       | Männer                                                                             | Männer          | Männer | Männer      | Männer                                                                | Frauen          | Frauen | Frauen      |
| Wettbewerb       | Athlet                                                                             | Ergebnis        | Rang   | Gesamt Rang | Athletin                                                              | Ergebnis        | Rang   | Gesamt Rang |
| ---------------- | ---------------------------------------------------------------------------------- | --------------- | ------ | ----------- | --------------------------------------------------------------------- | --------------- | ------ | ----------- |
| 100 m            | Guillem Arderiu Vilanova                                                           | 11,06 s NU23R   | 08     | 40          | Alba Viñals                                                           | 12,37 s PB      | 09     | 41          |
| 200 m            | Guillem Arderiu Vilanova                                                           | 22,39 s PB      | 11     | 42          | Bruna Luque                                                           | 26,68 s PB      | 14     | 46          |
| 400 m            | Pau Blasi                                                                          | 48,51 s PB      | 08     | 39          | Carlota Meritxell Málaga Morán                                        | 58,52 s =PB     | 09     | 39          |
| 800 m            | Pol Moya                                                                           | 1:49,57 min     | 02     | 24          | Maria Cristina Martins Patricio                                       | 2:17,14 min PB  | 09     | 39          |
| 1500 m           | Carles Gómez Lozano                                                                | 3:48,41 min PB  | 06     | 30          | Aina Cinca Bons                                                       | 4:43,58 min SB  | 08     | 39          |
| 5000 m           | Francesc Carmona Parada                                                            | 15:40,37 min PB | 09     | 40          | Xènia Mourelo                                                         | 18:29,67 min SB | 08     | 40          |
| 110/100 m Hürden | Pol Herreros                                                                       | 15,70 s PB      | 08     | 39          | Alba Viñals                                                           | 14,68 s NR      | 05     | 34          |
| 400 m Hürden     | Eloi Vilella Escolano                                                              | 55,63 s SB      | 05     | 33          | Duna Viñals                                                           | 1:00,22 min NR  | 05     | 26          |
| 3000 m Hindernis | Nahuel Carabaña                                                                    | 8:48,79 min     | 01     | 16          | Xènia Mourelo                                                         | 11:19,40 min SB | 07     | 37          |
| 4 × 100 m        | Lander Teixeira Sánchez Guillem Arderiu Vilanova Pau Blasi Miquel Vilchez Vendrell | 42,84 s SB      | 08     | 34          | Jana Rodriguez Alba Viñals Duna Viñals Carlota Meritxell Málaga Morán | 48,61 s NR      | 06     | 28          |
| Kugelstoßen      | Oriol Cerdà Cassi                                                                  | 10,17 m SB      | 13     | 45          | Maria Morató Cañabate                                                 | 7,22 m PB       | 12     | 44          |
| Speerwurf        | Lander Teixeira Sánchez                                                            | 33,47 m PB      | 13     | 45          | Maria Morató Cañabate                                                 | 29,60 m NR      | 09     | 41          |
| Hammerwurf       | Oriol Cerdà Cassi                                                                  | 26,51 m SB      | 10     | 40          | Dolça Fajardo Casanova                                                | 23,70 m SB      | 11     | 42          |
| Diskuswurf       | Lander Teixeira Sánchez                                                            | 24,36 m SB      | 13     | 44          | Dolça Fajardo Casanova                                                | 23,84 m PB      | 12     | 44          |
| Stabhochsprung   | Miquel Vilchez Vendrell                                                            | 4,75 m          | 03     | 28          | Ariadna Argemí Agustí                                                 | 2,50 m SB       | 07     | 35          |
| Hochsprung       | Nil Graells                                                                        | 1,70 m          | 10     | 42          | Aroa Carballo                                                         | 1,55 m PB       | 09     | 41          |
| Dreisprung       | Pol Herreros                                                                       | 12,29 m SB      | 14     | 46          | Jana Rodríguez                                                        | 10,05 m SB      | 13     | 43          |
| Weitsprung       | Miquel Vilchez Vendrell                                                            | 5,63 m          | 12     | 42          | Jana Rodríguez                                                        | 4,83 m SB       | 12     | 43          |

| Wettbewerb | Mixed                                      | Mixed          | Mixed | Mixed       |
| Wettbewerb | Athleten                                   | Ergebnis       | Rang  | Gesamt Rang |
| ---------- | ------------------------------------------ | -------------- | ----- | ----------- |
| 4 × 400 m  | Pau Blasi Alba Viñals Pol Moya Duna Viñals | 3:29,54 min NR | 4     | 34          |

### Taekwondo
| Athleten     | Wettbewerb                 | Achtelfinale    | Achtelfinale | Viertelfinale | Viertelfinale | Halbfinale    | Halbfinale    | Finale        | Finale        | Rang |
| Athleten     | Wettbewerb                 | Gegner          | Ergebnis     | Gegner        | Ergebnis      | Gegner        | Ergebnis      | Gegner        | Ergebnis      | Rang |
| ------------ | -------------------------- | --------------- | ------------ | ------------- | ------------- | ------------- | ------------- | ------------- | ------------- | ---- |
| Frauen       |                            |                 |              |               |               |               |               |               |               |      |
| Naiara Linan | Fliegengewicht (bis 49 kg) | Avishag Semberg | 0:2          | ausgeschieden | ausgeschieden | ausgeschieden | ausgeschieden | ausgeschieden | ausgeschieden | =9   |